# Nikita Kleschtschenko
Nikita Jewgenjewitsch Kleschtschenko (russisch Никита Евгеньевич Клещенко; * 15. Dezember 1996 in Prokopjewsk) ist ein russisch-kasachischer Eishockeyspieler, der seit 2022 beim HK Saryarka Karaganda in der kasachischen Eishockeyliga unter Vertrag steht.

## Karriere
Nikita Kleschtschenko begann seine Karriere als Eishockeyspieler bei Altayskie Berkuty Barnaul in der russischen Nachwuchsliga Molodjoschnaja Chokkeinaja Liga B. 2014 wechselte er zum Ligakonkurrenten Krasnojarskje Rysi. In der Spielzeit 2015/16 kam er auch viermal in der Mannschaft des HK Sokol Krasnojarsk in der Wysschaja Hockey-Liga zum Einsatz. Nach seiner Juniorenzeit wechselte er nach Kasachstan zu Nomad Astana und spielte dort in der kasachischen Eishockeyliga und der Wysschaja Hockey-Liga. Seit 2019 wurde er auch von Barys Nur-Sultan – die Stadt Astana hieß von 2019 bis 2022 Nur-Sultan – in der Kontinentalen Hockey-Liga (KHL) eingesetzt. 2022 wechselte er zum HK Saryarka Karaganda, wo er ebenfalls in der kasachischen Liga spielt.

### International
Kleschtschenko debütierte 2019 in der kasachischen Nationalmannschaft. Bei der Weltmeisterschaft 2019 spielte er mit dem kasachischen Nationalteam in der Division I. Der dabei errungene Aufstieg in die Top-Division konnte wegen der weltweiten COVID-19-Pandemie jedoch erst 2021 wahrgenommen werden. Auch bei der Olympiaqualifikation für die Winterspiele in Peking 2022 vertrat er seine Farben.
Zudem nahm er mit der kasachischen Studentenauswahl an der Winteruniversiade 2019 in Krasnojarsk teil, wo die Mannschaft den vierten Platz belegte.

## Erfolge und Auszeichnungen
- 2019 Aufstieg in die Top-Division bei der Weltmeisterschaft der Division I, Gruppe A (wegen der weltweiten COVID-19-Pandemie erst 2021 wirksam)

## KHL-Statistik
(Stand: Ende der Saison 2020/21)